# Glossonotus crataegi
Glossonotus crataegi är en insektsart som beskrevs av Fitch. Glossonotus crataegi ingår i släktet Glossonotus och familjen hornstritar. Inga underarter finns listade i Catalogue of Life.